# Шапран Сергій Валентинович
Сергій Валентинович Шапран (до 23 років мав прізвище Коробка, н. 3 червня 1984 року, Дніпропетровськ, УРСР) — український підприємець і політик. Директор Броварського алюмінієвого заводу, засновник та бенефіціар понад десяти компаній. Депутат Броварської міськради від партії «За майбутнє». Фігурант журналістських розслідувань «Наші гроші з Денисом Бігусом»: «Тиха гавань: приховані яхти можновладців».
Є тіньовим власником підприємства, яке входить в групу активів підсанкційної компанії «Юнігран», яку пов'язують з росіянином Ігорем Наумцем. Ця компанія займалась поставками щебеню до «ЛНР» та «ДНР». За це проти компанії були введені санкції РНБО[⇨].

## Життєпис
Народився 3 червня 1984 року в Дніпропетровську в родині військовослужбовців.

### Освіта
Після школи, у 2003—2008 роках навчався в Київському університеті внутрішніх справ за спеціальністю «правознавство», магістр права.

### Трудова діяльність
У 2002—2004 роках — директор юридичної компанії «Імператор».
З 2007 по 2012 рік — засновник та директор компанії «Перший український міжнародний траст-капітал».
У 2009—2011 роках був начальником юридичного відділу ТОВ «Виробничо-торгівельна компанія металпласт», м. Київ.
З 2011 по 2015 рік — директор ТОВ «Інвестиції третього тисячоліття» — «Броварський алюмінієвий завод».
У 2012 році засновує в Броварах футбольний клуб і починає випускати міське друковане видання «Чесна газета».
З 10 травня 2012 року — засновник, голова правління холдингу Alumeta Group. З 2015 року є виконавчим директором ТОВ «Броварський алюмінієвий завод».

## Політика
У 2012 році Шапран ішов самовисуванцем до Верховної Ради по 97-му округу, куди входять Бровари, обраний не був.
З січня 2021 року є депутатом Броварської міської ради від партії «За майбутнє», яку пов'язують з олігархом Ігорем Коломойським. Також Шапран є лідером осередку партії «За майбутнє» у Броварах.

## Розслідування

### Статки
У фінансовій декларації за 2011 рік вказав дохід у 254 829 грн, але не задекларував жодної нерухомості, навіть орендної. Тоді Шапран не пройшов фільтр доброчесних критеріїв, за якими кандидатів у нардепи аналізував рух «Чесно».
У 2017 році Шапран став фігурантом програми журналістських розслідувань «Наші гроші з Денисом Бігусом»: «Тиха гавань: приховані яхти можновладців». Журналісти виявили, що Шапрану належить одне з найдорожчих суден на Дніпрі — англійська яхта «Princess V 65». Судно «Принцеса Вікторія» довжиною 20 м має чотири каюти.

### Звинувачення в корупції
9 червня 2021 року НАЗК розпочало перевірку декларацій, зокрема, декларацію Шапрана. 25 жовтня 2021 року НАЗК виявило ознаки кримінального правопорушення у декларації Шапрана за 2020 рік: більшість виявлених порушень стосується нерухомості. Шапран не вказав три земельні ділянки та квартиру в Києві, не вказав вартість годинників марки Girard-Perregaux та Hublot, а також годинника дружини Ulysse Nardin, не вказав мотоцикл Honda GL1800 (2018), двох причепів, гідроциклу Sound LM GTX LTD (2018) та Spark 20UP800HO та яхти Princess V65 (2001).
Шапран не зазначив у декларації, що він є бенефіціарним власником одинадцяти приватних компаній. Водночас, згідно з декларацією, у 2020 році він отримав 74 тис. грн зарплати як директор ТОВ «Броварський алюмінієвий завод», 8700 грн — доходу від підприємницької діяльності, 1,75 млн грн — за продаж автомобіля Mercedes-Benz (2015), 281 тис. грн ‒ за передачу прав власності на знаки для товарів і послуг за свідоцтвами України. Його дружина Вікторія Батуі-Шапран отримала зарплату 101 тис. грн та 489 тис. грн як дохід від зайняття підприємницькою діяльністю.
У НАЗК підрахували, що недостовірні відомості у декларації відрізняються від достовірних на 9,5 млн грн. У діях суб'єкта декларування встановлено ознаки злочину, передбаченого ст. 366-2 ККУ.

### Звинувачення у співпраці з росіянами
У жовтні 2023 року стало відомо, що компанія Шапрана Alumeta Group планувала придбати підсанкційне підприємство «Юнігран». У 2024 році журналісти встановили, що Шапран був тіньовим власником підприємства, що входить у групу активів компанії «Юнігран», яку пов'язують з росіянином Ігорем Наумцем. Ця компанія займалась поставками щебеню в так званих «ЛНР» та «ДНР». Саме за це проти компанії були введені санкції Ради національної безпеки і оборони України. Санкції також запровадили проти самого Наумця, який втік з України, його активи арештували, а майном має розпоряджатися АРМА.
У червн 2025 року поліція України повідомила Шапрану про підозру за низкою статей: володіння майном, одержаним злочинним шляхом, групою в особливо великому розмірі. Його було затримано 21 червня у Львові під час спроби втечі з України і заарештовано з заставою в 124 млн грн. За даними слідства, дії Шапрана нанесли державі збитків на 125 мне грн.